# Горшков, Василий Артемьевич
Василий Артемьевич Горшков (20 марта 1886 — 15 марта 1943) — советский военно-морской деятель, инженерный работник, старший инженер-механик на крейсере «Червона Украина», в последние годы — преподаватель в военно-морском училище.

## Биография
Опытный моряк, долго плававший на торговых судах. Морское инженерное училище не оканчивал. Член РКП(б) с 1918. Участник Гражданской войны, служил механиком на минном заградителе «Демосфен» в 1918, старшим механиком на канонерской лодке «Альтфатер» в 1919, флагманским механиком штаба отряда морских сил Каспийского моря. Участник боя в Тюбкараганском заливе. В 1921 слушатель специального класса командного состава флота. С 1922 до 1922 обучался в Военно-морской академии, в 1929 учился на электротехнических курсах для инженер-механиков при ВМИУ. В 1925 механик тральщика «12», затем механик миноносца «Лейтенант Шмидт». В 1926 вахтенный механик крейсера «Коминтерн». Прибыл служить на «Червону Украину», когда крейсер ещё достраивался, вместе с заводскими инженерами участвовал в монтаже механизмов, затем как старший инженер-механик командовал почти половиной личного состава корабля.
C 1929 дивизионный механик отдельного дивизиона эскадренных миноносцев, с 1930 дивизиона крейсеров морских сил Чёрного моря. С января 1931 флагманский механик штаба МСЧМ. По состоянию на 1943 год — инженер-капитан 1-го ранга, старший преподаватель кафедры паровых турбин Высшего военно-морского училища имени Дзержинского, перебазированного во время войны в Баку.
7 марта 1943 года не вернулся с охоты, предположительно убит (согласно карточке), 15 апреля 1943 года исключён из списков личного состава ВМФ СССР как умерший.

### Звания
- Матрос 2-й статьи;
- Прапорщик по механической части (16 марта 1915);
- Подпоручик (6 июня 1916);
- Инженер-флагман 3-го ранга (2 декабря 1935)[5][6][7].
- Инженер-капитан 1-го ранга.